# 1980年音乐
| 每年音乐： | 1977年 \| 1978年 \| 1979年 \| 1980年 \| 1981年 \| 1982年 \| 1983年 \| |
|            |                                                                       |

## 音樂大事
- 老鷹樂隊解散。
- 阿福·佩爾特遷居柏林。
- 林子祥憑《在水中央》及《分分鐘需要你》兩首歌曲在第三屆十大中文金曲頒獎音樂會連獲兩個金曲獎。

## 專輯
- 空中補給：Lost in Love
- 接吻樂團：Unmasked

## 出生
参见：1980年出生
- 2月26日——方力申，前香港游泳代表隊成員，於香港擁有多項游泳紀錄，現為香港歌手及演員，
- 6月16日——容祖兒，香港歌手。
- 7月18日——廣末涼子，日本歌手及演員。
- 8月29日——謝霆鋒，香港歌手及演員。
- 9月4日——岛谷瞳，日本歌手。
- 9月15日——蔡依林，台灣歌手。
- 10月7日——陳冠希，香港歌手及演員。
- 12月13日——黃宗澤，香港歌手及演員。
- 12月18日——克里斯蒂娜·阿奎莱拉，美国流行歌手。
- 12月30日——關智斌，香港歌手及演員，前香港男子二人組合Boy'z成員。

## 逝世
参见：1980年逝世
- 12月8日——约翰·列侬，披头士成员、音乐家，在纽约其寓所附近被枪杀（1940年出生）。